# Jura (bang)
Cộng hoà và Bang Jura (tiếng Pháp: République et Canton du Jura) là một bang của Thụy Sĩ. Bang này có diện tích km², dân số thời điểm năm là người. Thủ phủ bang đóng ở Delémont. Đây là bang mới nhất của quốc gia này (lập năm 1979). Bang này giáp bang Basel-Landschaft, bang Bern và các vùng Bourgogne-Franche-Comté, Grand Est của Pháp.
Về mặt hành chính, bang này gồm 3 huyện, tổng cộng có 64 đô thị.
Ngôn ngữ sử dụng ở bang này là tiếng Pháp.

## Các huyện
Jura có 3 huyện:
- Delémont (tiếng Đức: Delsberg) - huyện lỵ: Delémont
- Porrentruy (tiếng Đức: Pruntrut) - huyện lỵ: Porrentruy
- Franches-Montagnes (tiếng Đức: Freiberge) - huyện lỵ: Saignelégier

### Municipalities
Bang này có 64 huyện, xếp theo huyện như sau.
| Delémont - Bassecourt - Boécourt - Bourrignon - Châtillon - Corban - Courchapoix - Courfaivre - Courrendlin - Courroux - Courtételle - Delémont - Develier - Ederswiler - Glovelier - Mervelier - Mettembert - Montsevelier - Movelier - Pleigne - Rebeuvelier - Rossemaison - Saulcy - Soulce - Soyhières - Undervelier - Vermes - Vicques - Vellerat | Franches-Montagnes - Le Bémont - Les Bois - Les Breuleux - La Chaux-des-Breuleux - Les Enfers - Les Genevez - Lajoux - Montfaucon - Muriaux - Le Noirmont - Saignelégier - Saint-Brais - Soubey | Porrentruy - Alle - Beurnevésin - Boncourt - Bonfol - Bressaucourt - Bure - Coeuve - Cornol - Courchavon - Courgenay - Courtedoux - Damphreux - Fahy - Fontenais - Grandfontaine - Lugnez - Porrentruy - Rocourt - Vendlincourt - Basse-Allaine - Clos du Doubs - Haute-Ajoie - La Baroche |